# Хильдеберт (виконт Лиможа)
Хильдеберт (Одеберт; фр. Hildebert, Audebert, лат. Hildebertus, Aldeberto; умер между 14 мая 904 и 1 мая 914) — виконт Лиможа.

## Биография
Вероятно, Хильдеберт был братом первого лиможского виконта (с 888 года) Фуше (Фульхерия), если тот действительно существовал.
Упоминается в современных ему документах: в 876 году (когда получил от короля Западно-Франкского государства Карла II Лысого какие-то земли в лен), в 883 году (вместе с женой), 14 мая 904 года (под именем Альдеберт) и посмертно 1 мая 914 года (в нем в первый раз назван виконтом).
Первая жена — Адальтруда (упоминается в 883), дочь графа Жеро Орийякского. От неё дети:
- Хильдегер (умер в 943/947), виконт Лиможа
- Фуше (Фульхерий), считается родоначальником виконтов Сегюр
- Герард (Жерар) — вероятно, умер в молодом возрасте
- Альтруда, муж — Эбль де Туар.

Вторая жена — Деда (умерла после 920), происхождение не выяснено. От неё дети:
- Эли
- Хильдеберт, аббат монастыря Сент-Этьен в Лиможе.